# Maisach (flod)
Maisach er en ca. 38 km lang biflod til Amper i den tyske delstat Bayern.
Den løber i de oberbayerske Landkreise Fürstenfeldbruck og Dachau. Dens kilder ligger ved Hohenzell mellem Moorenweis og Türkenfeld, og den munder ud i Amper ved Dachau.
Største biflod er Erlbach fra Wildmoos ved Jesenwang, som ved Mammendorf munder ud i Maisach. Andre tilløb er Bussbach (vest for Mammendorf), ved Überacker Lappacher Bach, Rottbach og Weiherbach.
Den har navnefællesskab med kommunen Maisach i Oberbayern.
Siden 2004 har bæveren igen bosat sig ved floden; de første spor af bævere ved Maisach fandtes dog allerede i 1990 ved Mammendorf.
48°15′10″N 11°24′50″Ø / 48.2528°N 11.4139°Ø